# 浦項南部警察署
浦項南部警察署（ポハンナムプけいさつしょ）は、慶北地方警察庁所管の警察署である。

## 管轄区域
- 浦項市のうち南区

## 沿革
- 1991年12月3日 - 開署。（浦項総合運動場に仮庁舎を設置）
- 1993年12月24日 - 現在の庁舎に移転。

## 組織
- 警務課
- 生活安全課
- 捜査課
- 警備交通課
- 情報保安課

## 管轄派出所
- 上大派出所
- 松島派出所
- 製鉄派出所
- 青林派出所
- 兄山派出所
- 孝子派出所
- 九龍浦派出所
- 大松派出所
- 東海派出所
- 延日派出所
- 烏川派出所
- 長鬐派出所
- 虎尾串派出所

## 管轄治安センター
- 大島治安センター
- 海島治安センター